# 上原留華
上原 留華（うえはら るか、1984年11月28日 - ）は、日本のAV女優。愛知県出身。

## 略歴
2004年にアタッカーズ専属女優として、『監禁拘束女優』でAVデビューした。
2005年１月8日に新宿ロフトプラスワンで行われた『アタッカーズ祭り2005 今年も犯ります』の第2部に、藍山みなみ、白鳥るり、椎名実果と出演した。
2005年にアタッカーズ専属を離れあらゆるジャンルで活躍したが、2006年に再びアタッカーズ専属女優となった。（他社のレズもの作品にも出演している。）

## 作品

### アダルトビデオ
2004年
- 上原留華 ～ロックオン完了～（7月8日、アタッカーズ）
- 淫魔実験室（8月8日、アタッカーズ）
- サイキックエージェント 留華（9月8日、アタッカーズ）
- がんばれ!（10月8日、アタッカーズ）
- 凌辱指令、24時。5つのMISSIONをクリアせよ!（11月8日、アタッカーズ）
- 女子校生 ザーメン凌辱白書（12月8日、アタッカーズ）

2005年
- 淫魔CINEMASHOW4 淫魔病棟2（1月8日、アタッカーズ）
- ラブデリ 9（1月20日、アウダースジャパン）
- バスガイド上原留華とイク!生中出し温泉ツアー全10発（2月4日、ディープス）
- 女子校生 蛇縛輪姦十 女体解剖実験（2月7日、アタッカーズ）
- SEXYルームサービス（2月17日、インディーズ）
- 女体解剖実験（2月17日、ディープス）
- GOKAN 3 EPISODE 2 女子校生30人失踪事件（3月8日、アタッカーズ）
- 女子校生監禁凌辱 鬼畜輪姦50（4月8日、アタッカーズ）
- エロボディー美容師2（4月15日、ネクストイレブン）我那覇あやとのカップリング作品
- クイズで対決! 上原留華 vs 6人のミスキャンパス（4月21日、ディープス）
- 上原留華 レズ開眼 ～初めてのオールレズ～（5月4日、ハンドメイドヒョジン）
- Dolls ～恍惚～ [大切な玩具]（5月10日、ドリームチケット）
- MAD CITY GIRL（5月13日、アタッカーズ）
- こんでんすみるきぃ♫37（5月19日、みるきぃぷりん♪）
- 舐め愛レズ（6月4日、ヒビノ）
- ストリートダンサーズ2（6月4日、ヒビノ）
- 女子校生中出しレイプ 25人リンチ大輪姦（6月4日、アイエナジー）
- Rr [アール]（6月8日、アタッカーズ）
- ストリートダンサーズ 2（6月15日、ネクストイレブン）オムニバス作品
- 救性痴女病棟 ワタシ達が全部してあげる!!（7月1日、アイデアポケット）
- no return（7月7日、アタッカーズ）共演:橘真央、麻生千尋、日高唯 ※ジャケットがリバーシブルで裏返すとアーティストミュージックライブDVDのデザインになる。
- AVアイドルを舞台に上げてヤジとイジメで犯しまくるⅡ（7月7日、甲斐正明事務所（ブリット））
- PURE（7月9日、オーロラプロジェクト）
- FACE[フェイス] 85（7月14日、アウダースジャパン）
- 裏FACE 催眠[赤] 13（7月14日、アウダースジャパン）
- みるスポ! 068（7月19日、みるきぃぷりん♪）
- 上原留華の生中出しサイン会（7月21日、ディープス）
- イカセ無限中出し 6（8月1日、MOODYZ）
- 思春期愛好家（8月11日、ガッツ）
- コスプレえっち（8月19日、GLAY'ｚ）
- 美少女羞恥指令（9月1日、ワンズファクトリー）
- PORNOGRAPH 03（9月3日、ハマジム）オムニバス作品
- 幕末月華伝 くノ一拷問凌辱（9月7日、アタッカーズ）
- Sex Life 5（9月15日、実録出版）
- 新任女教師中出し20連発（10月6日、アイエナジー）
- 女教師生贄 淫習の学園（10月7日、アタッカーズ）
- 淫語顔騎（10月15日、実録出版）
- 恐怖のサバイバルゲーム! 陵辱女狩り（11月4日、ヒビノ）
- レズ輪姦 2 テニス部キャプテン 部活崩壊 キャプテン 最悪の屈辱 恐怖の部活リンチ（11月4日、アイエナジー）
- 恥辱看護士（11月4日、タカラ映像）
- レズRAVE 2〔女子校生調教パーティー〕（11月7日、アタッカーズ）
- スレスレ限界モザイク 快感地獄 美女でワキコキ（11月17日、アイエナジー）
- ルーズソックス女子校生しか見たくない!4時間（11月18日、TMA）
- 5周年記念作品 NO.1美女軍団 銀行強盗事件 中出し20連発 知られざる真実（12月4日、アイエナジー）
- ねこ耳&尻コキ ぷりぷりの美尻でチ○ポをシゴキたい（12月21日、アイエナジー）
- お水の穴道～クラブMadonnaへようこそ～（12月25日、マドンナ）

2006年
- ティーンズ（1月6日、ワールドユニティ）
- 濡れた双月 山月館連続殺人事件（1月7日、アタッカーズ）
- ふたりが痴女で関西娘で女子校生で僕、埼玉出身（1月13日、ビッグモーカル）
- 貧乳女子校生（1月19日、TMA）
- 密室発情診療（2月4日、タカラ映像）
- レズノアール2 肉奴隷調教飼育（4月7日、アタッカーズ）
- 淫語オナニー愛好家 4（4月16日、ガッツ）
- みるスポ!（4月19日、みるきぃぷりん）
- GOKAN5（5月7日、アタッカーズ）
- 元N●Kアナウンサー ほのか優 パニック涙目実況中継（6月7日、アタッカーズ）
- 淫習の学園SPECIAL 鏡（6月7日、アタッカーズ）
- 地獄の女神（7月7日、アタッカーズ）
- 亜熱帯奴隷 レズ調教パラダイス（8月7日、アタッカーズ）
- レイプ裁判 正義の法廷（10月7日、アタッカーズ）
- 蛇縛の拷問折檻7 闇に取り憑かれた家族…（11月7日、アタッカーズ）
- ネオヤプーズ3 集団調教ハーレム（12月7日、アタッカーズ）
- 狙われた看護婦 調教レズレイプ -女が女を犯す時- 5（12月15日、U&K）
- 痴漢猥褻男（12月7日、アイエナジー）
- （女子校生）中出し100連発コレクション（12月21日、アイエナジー）※総集編

2007年
- 鏡-完全版-（1月7日、アタッカーズ）
- 女子校生れず先輩と私 76（1月12日、U&K）
- 粘着系レズローション No.02’（2月19日、BRAVO）
- 地獄の女神 藍山みなみ（4月7日、アタッカーズ）
- 女探偵6本番中出しレイプ お願い、膣内に出さないで!（5月7日、アタッカーズ）
- 地獄の女神（6月7日、アタッカーズ）
- 女子校生監禁凌辱 鬼畜輪姦74（8月7日、アタッカーズ）
- 真正中出しプリンセス 上原留華（11月19日、モブスターズ）

### オリジナルビデオ
- 妹の目の前で犯されて― 姉妹～Sisters～（2007年3月7日、アタッカーズ）

### テレビ番組
- Peach-Pit 桃のたね（MONDO TV）
- 美女と湯めぐり（旅チャンネル）